# Hieronyma cubana
Hieronyma cubana är en emblikaväxtart som beskrevs av Johannes Müller Argoviensis. Hieronyma cubana ingår i släktet Hieronyma och familjen emblikaväxter. Inga underarter finns listade i Catalogue of Life.